# Modesto Pose Mesura
Modesto Pose Mesura, né le 29 décembre 1955, est un homme politique espagnol membre du Parti socialiste ouvrier espagnol (PSOE).

## Biographie

### Vie privée
Il est marié et père de deux filles. Son frère José Manuel Pose Mesura est délégué du gouvernement en Galice de 2011 à 2012.

### Profession
Il possède une licence en médecine et chirurgie délivrée par l'université de Saint-Jacques-de-Compostelle.

### Carrière politique
Le 12 juillet 2016, il est désigné sénateur par le Parlement de Galice en représentation de la communauté autonome.